# Герб Славська
Герб Славська — офіційний символ селища Славсько Стрийського району Львівської області. Затверджений 22 серпня 2000 року рішенням сесії Славської селищної ради. 
Автор проекту — Андрій Гречило.

## Опис
У срібному полі відділене ялиноподібним січенням зелене вістря, на якому три покладені навхрест золоті мечі, вістрями вгору.
Щит вписаний у еклектичний картуш, увінчаний срібною мурованою короною з трьома мерлонами.

## Зміст
Ялиноподібне січення та зелений колір уособлюють Карпатські гори та багатство і красу навколишньої природи. Срібний (на прапорі — білий) колір означає чистоту гірського повітря, а також символізує сніг та підкреслює значення Славського як зимового гірськолижного курорту. Три золоті мечі відображають одну з легенд про походження назви поселення від дружинників князя Святослава Володимировича. Меч також є атрибутом Архангела Михаїла — давнього покровителя селища та місцевої церкви.